# Michail Koetoezov

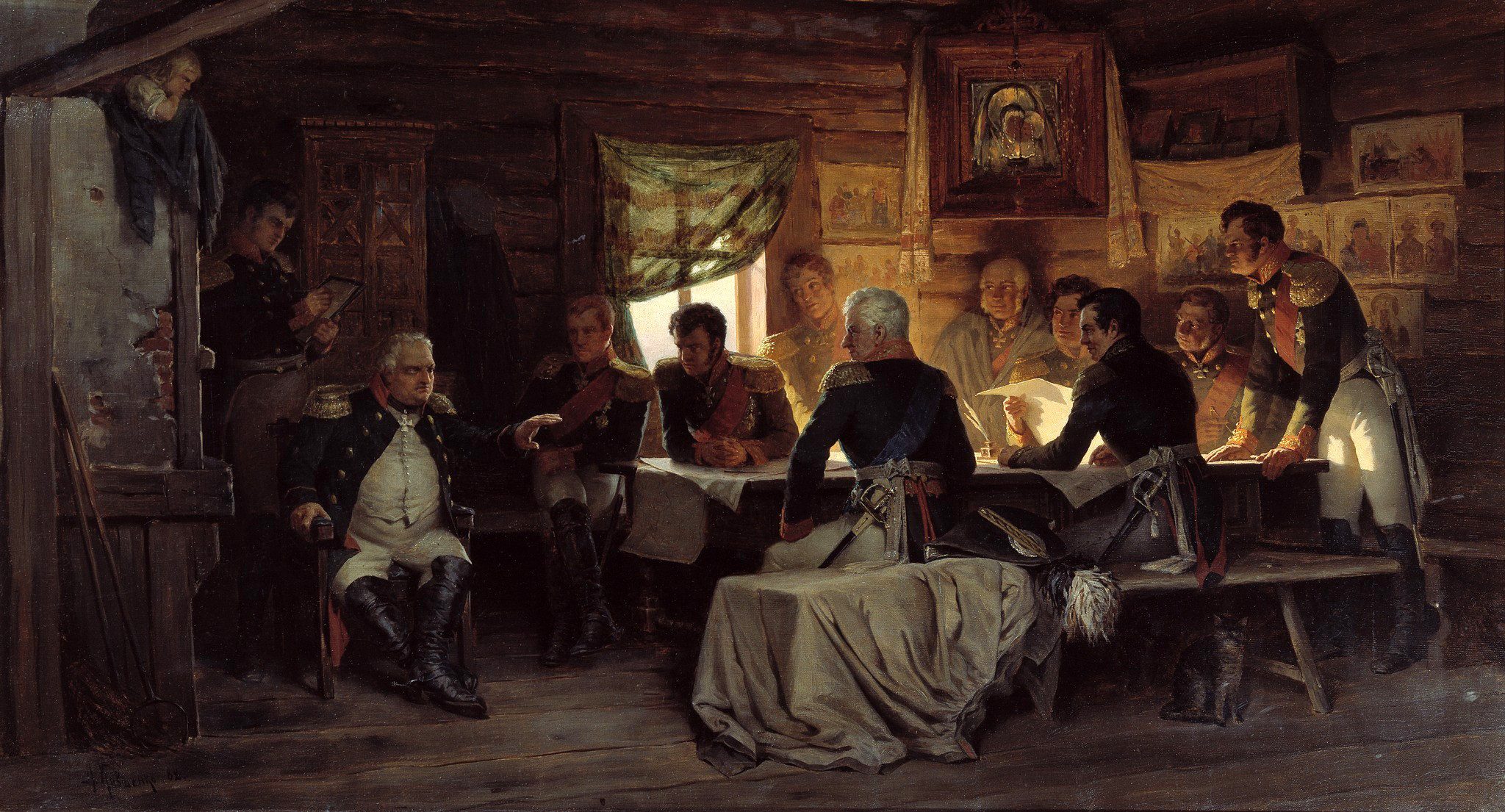
Koetoezov besluit in het overleg van Fili Moskou niet langer te verdedigen.

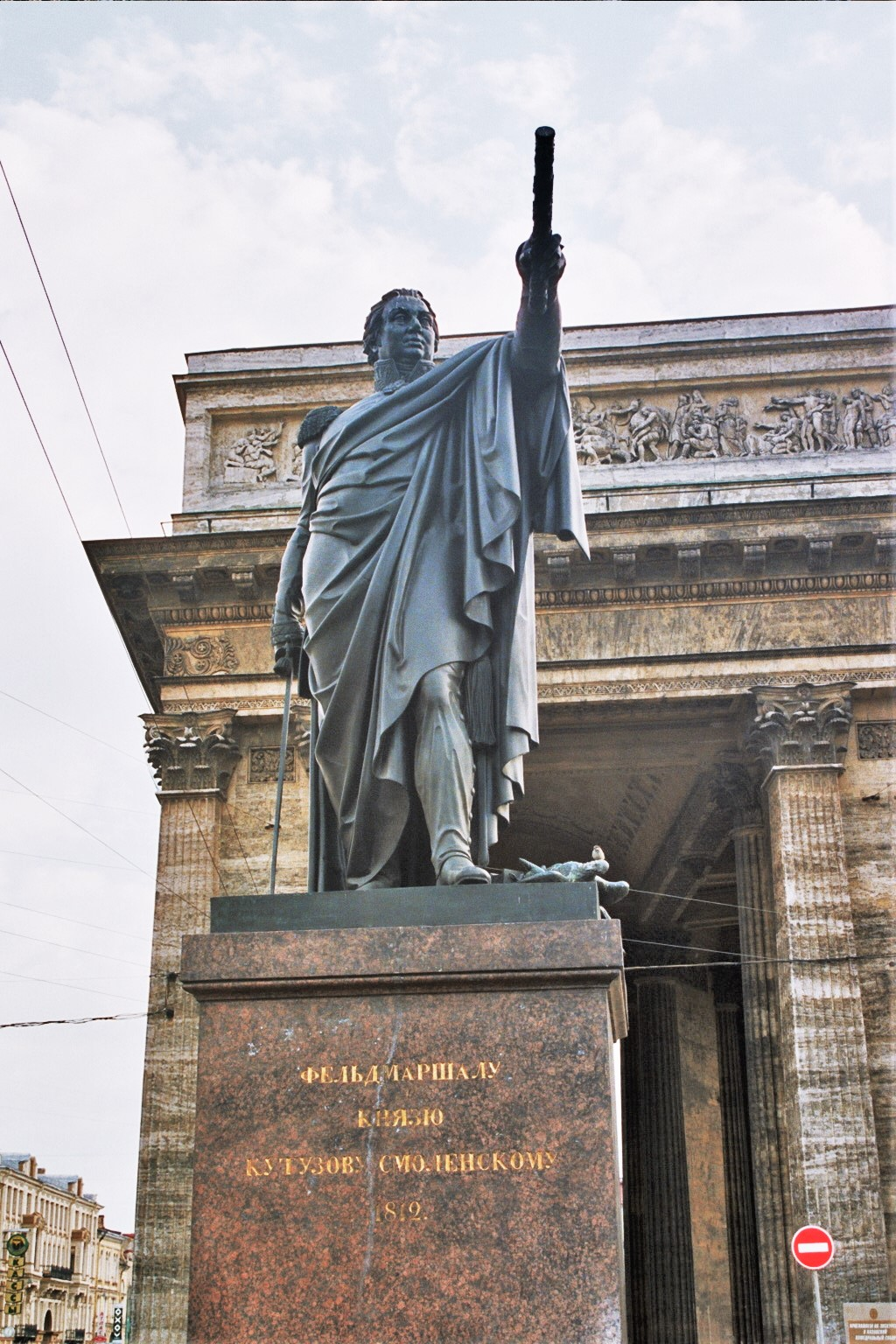
Standbeeld voor Koetoezov voor de Kazankathedraal in Sint-Petersburg (1837).

Michail Illarionovitsj Golenisjtsjev-Koetoezov (Russisch: Михаи́л Илларио́нович Голени́щев-Куту́зов) (Sint-Petersburg, 5 september/16 september 1745 – Bolesławiec, 16 april/28 april 1813) was een Russische veldmaarschalk aan wie de overwinning van Rusland op de Grande Armée van Napoleon wordt toegeschreven. Achteraf was er kritiek op zijn strategisch inzicht en zijn te passieve opstelling tijdens deze veldtocht; deze kritiek werd echter niet door iedereen gedeeld. Hij kreeg de naam dat hij tijdens zijn leven zijn legende zelf uitvond.

## Vroege carrière
Koetoezov ging in het leger in 1759 of 1760. Hij diende in veldtochten in Polen (1764-1769) en tegen de Turken (1770-1774), waarin hij zijn rechteroog verloor. Daarna reisde hij door Pruisen, Oostenrijk, Engeland en Nederland, waar hij een tijd in Leiden verbleef. In 1776 keerde hij terug naar Rusland, waar hij ongeveer 6 jaar zou dienen op de Krim onder de bevelhebber Aleksandr Soevorov. In 1777 werd Koetoezov bevorderd tot kolonel, in 1782 tot brigadegeneraal en in 1784 tot generaal-majoor.
In 1787 werd hij gouverneur-generaal van de Krim. In de Russisch-Turkse oorlog van 1787-1792 diende hij wederom onder zijn leermeester Soevorov. Hij onderscheidde zich door de plaatsen Otsjakiv, Odessa, Bender (Tighina) en Izmajil in te nemen. Bovendien onderscheidde hij zich bij de slagen bij Rimnik en Masjin. In 1791 werd hij bevorderd tot luitenant-generaal, en vervulde achtereenvolgens de posten van ambassadeur te Istanboel, gouverneur-generaal van Finland, commandant van het korps cadetten te Sint-Petersburg, ambassadeur in Berlijn en gouverneur-generaal van Sint-Petersburg.

## Napoleontische oorlogen in Europa
In 1805 stond Koetoezov aan het hoofd van de Russische troepen, die Oostenrijk moesten steunen tegen de aanval van Napoleon op Wenen.
Aan de vooravond van de slag bij Austerlitz probeerde Koetoezov de geallieerde generaals ertoe te bewegen zich terug te trekken. De Oostenrijkse generaals negeerden echter zijn advies. Koetoezov had vervolgens zo weinig interesse in de slag dat hij bij het voorlezen van de orders in slaap viel. Hij was op 2 december 1805 wel aanwezig bij de slag zelf, waar hij weer gewond raakte.
Van 1806 tot 1811 diende Koetoezov als gouverneur-generaal van Litouwen en Kiev. Daarna werd hij bevelhebber van het leger in de oorlog tegen het Ottomaanse Rijk. Hij begreep echter dat zijn troepen nodig zouden zijn bij het op handen zijnde gevecht met de Fransen, en onderhandelde een vrede met de Turken in het verdrag van Boekarest, dat inhield dat Bessarabië (tegenwoordig Moldavië en een deel van Oekraïne) door Rusland ingelijfd werd. Dit succes leverde hem de titel knjaz (vorst of hertog) op.

## Napoleons inval in Rusland
Tijdens de Franse invasie van Rusland in 1812, koos de toenmalige minister van oorlog Michail Barclay de Tolly voor de tactiek van de verschroeide aarde. Hij trok zich liever terug dan een grootschalige veldslag te riskeren. Dit leidde tot protesten van de andere generaals, onder wie vorst Pjotr Bagration. Toen Koetoezov werd benoemd tot bevelhebber van het Russische leger werd hij op gejuich onthaald, omdat men verwachtte dat er een andere wind zou gaan waaien. Achteraf bezien paste hij evenwel dezelfde tactiek toe als Barclay.
Koetoezov koos ervoor om slag te leveren op weg naar Moskou, en stellingen in te nemen bij Borodino. Op 26 augustus 1812, juliaanse kalender, (6 september gregoriaanse kalender) vond de Slag bij Borodino plaats, die als de grootste veldslag uit de geschiedenis tot dat moment wordt beschouwd. Bij deze veldslag, die geen duidelijke overwinnaar opleverde, waren 250.000 soldaten betrokken. Deze slag was echter het eerste signaal dat de Fransen verslagen konden worden en luidde het einde van de Franse opmars in Rusland in. Tijdens het overleg van Fili besloot Koetoezov de strategie van Barclay de Tolly te hervatten en de verdediging van Moskou op te geven, zodat het Russische leger zich na de slag bij Borodino succesvol kon hergroeperen. Daarna kregen de Fransen steeds meer last van hun falende langgerekte aanvoerlijnen.
Nadat Napoleon Moskou had ingenomen, trok Koetoezov zich terug op de weg naar Kaloega. Napoleon koos deze route voor de terugtocht van zijn leger, maar na de slag bij Malojaroslavets was deze route nog steeds geblokkeerd. Napoleon werd gedwongen tot een terugtocht via Mozjajsk en Smolensk, dezelfde route als op de heenweg. De tactiek van Koetoezov werd niet door iedereen gesteund, met name Bagration had forse kritiek. Desondanks leidde deze tactiek tot de enorme verliezen van de Grande Armée, die nog verergerd werden bij de oversteek van de rivier Berezina.
Inmiddels was Koetoezov bevorderd tot veldmaarschalk. Voor zijn overwinning op de Grande Armée bij de Slag bij Smolensk (1812) kreeg hij de titel vorst van Smolensk. Niettemin genoot Koetoezov weinig aanzien bij tsaar Alexander I in verband met zijn zedeloos gedrag, zijn onbehouwen optreden, om de herinneringen aan de nederlaag bij Austerlitz en de moord op zijn vader, tsaar Paul I. Koetoezov was niettemin geliefd bij de Moskouse adel. Tsaar Alexander I moest hem op 26 december 1812 bij de bevrijding van Vilnius met enige tegenzin onderscheiden met het Grootkruis van de Orde van de Heilige Georgi.
De militaire theoreticus Von Clausewitz minimaliseerde Koetoezovs bijdrage aan de overwinning op de Grande Armée. Hij stelde dat diens enige bijdrage bestond uit zijn weigering Napoleon direct aan te vallen en afgezien van de Slag bij Borodino steeds een directe confrontatie uit de weg te gaan. Koetoezov zelf was over zijn succes verbaasder dan wie ook. Hij zei daar tegen Aleksej Jermolov over: "Als iemand twee of drie jaar geleden tegen me had gezegd, dat het lot mij zou uitverkiezen om Napoleon ten val te brengen, de reus die heel Europa bedreigt, had ik hem in zijn beker gespuugd". De tsaar zei tegen Wilson dat Koetoezov niets wat hij had moeten doen had gedaan en dat al zijn successen hem waren opgedrongen. Alexander verweet de maarschalk dat hij drie dagen had verloren door zich terug te trekken bij Malojaroslavets, dat hij Napoleon niet had afgesneden bij Krasny en dat hij hem de Berezina had laten oversteken; met andere woorden, dat hij zich te passief had gedragen bij de krijgsverrichtingen zonder de Fransen echt beslissend uit te schakelen. Er waren echter ook generaals die zijn visie hierop steunden.
Koetoezovs passieve gedrag bij de vijandelijkheden is niet ondubbelzinnig te verklaren en werd ingegeven door verschillende motieven, deels militair, deels politiek. Enerzijds vreesde de oude aan spit lijdende maarschalk een directe confrontatie van zijn uit vers gerekruteerde ongeoefende boeren bestaande leger, onder bevel van ruziënde generaals, met de resten van de in het nauw gedreven Grande Armée. Anderzijds was hij beducht voor de uitschakeling van Napoleon, waardoor er een machtsvacuüm zou ontstaan in West- en Centraal-Europa. Engeland zou dan, na de vroegere uitschakeling van de Franse vloot in 1805 bij Trafalgar nu heerser der zeeën, de positie van dominante macht in Europa overnemen, hetgeen niet in het belang van Rusland zou zijn.

## Dood en nalatenschap
In 1813 werd de gezondheid van Koetoezov steeds slechter. Hij stierf op 28 april te Bunzlau in Pruisen (tegenwoordig Bolesławiec in Polen) en werd later begraven in de Kazankathedraal in Sint-Petersburg. Boven zijn graf hangen de sleutels van 8 vestingen (waaronder Geertruidenberg en Breda) en 17 steden, waaronder Brussel. Koetoezov wordt beschouwd als de op een na belangrijkste generaal uit Rusland; hij moet alleen zijn leermeester Aleksandr Soevorov voor laten gaan.
In Oorlog en Vrede van Lev Tolstoj speelt Koetoezov een prominente rol als een wijze en populaire leider.
In de Tweede Wereldoorlog werd de orde van Koetoezov ingesteld, die na het uiteenvallen van de Sovjet-Unie behouden werd door Rusland. Er zijn ongeveer 7000 mensen gedecoreerd met deze hoge orde.
In Moskou is de Koetoezov Prospekt een belangrijke verkeersader. Aan deze weg liggen onder andere de Poklonnajaheuvel, waar Napoleon wachtte tot de sleutels van het Kremlin aan hem zouden worden aangeboden, het Borodino-panorama en Hotel Oekraïne.

## Militaire loopbaan
- Soldaat: 1759[2]
- Korporaal: 10 oktober 1759[2]
- Vaandrig: 12 januari 1761[1]
- Kapitein: 21 augustus 1762[1][2]
- 1e Majoor:[1]
- Luitenant-kolonel:[1] 12 augustus 1771[2]
- Kolonel: 28 juni 1777[2]- 8 juli 1777[1]
- Brigadier: 28 juni 1782[2]
- Generaal-majoor: 24 november 1784[2]- 5 december 1784[1]
- Luitenant-generaal: 25 maart 1791[2]- 5 april 1791[1]
- Generaal der Infanterie: 1 april 1798[2]
- Veldmaarschalk: 30 augustus 1812[2]- 11 september 1812[1]

## Onderscheidingen
- Prins (Svetlejsji kniaz) op 12 juni 1812[2]- 10 augustus[1]
- Graaf op 10 november 1811[1]- 29 oktober 1811[2]
- Orde van Sint-Andreas de Eerstgeroepene
  - 1e klasse op 19 juni 1800[2]- 20 september 1800[1]
  - Diamant op 12 december 1812[2]
- Orde van Sint-George
  - 1e klasse op 12 december 1812[2]- 24 december 1812[1]
  - 2e klasse op 18 maart 1792[2]- 29 maart 1792[1]
  - 3e klasse op 25 maart 1791[2]- 5 april 1791[1]
  - 4e klasse op 26 november 1775[2]- 7 december 1775[1]
- Orde van Sint-Vladimir
  - 1e klasse op 24 februari 1806[2]
  - 2e klasse op juni 1789[2]
- Alexander Nevski-orde op 9 augustus 1790[2]
- Ridder Grootkruis in de Orde van Sint-Jan op 4 oktober 1799[2]
- Orde van Sint-Anna op 21 april 1789[2]
- Grootkruis in de Orde van Maria Theresia op 11 februari 1805[2]
- Grootkruis in de Orde van de Rode Adelaar[2]
- Grootkruis in de Orde van de Zwarte Adelaar[2]
- Gouden zwaard voor Dapperheid met Diamant en Lauweren op 16 oktober 1812[2]
- Een portret van de Keizer Alexander I met Diamanten op 18 juli 1811[2]